# Christoph Reusner den yngre
Christoph Reusner, död 1658, var en svensk boktryckare och bokbindare.
Christoph Reusner var son till Christoph Reusner den äldre och far till Christoph Reusner den yngste. Han övertog senast 1627 faderns tryckeri och vann 1629 burskap som bokbindare. Han blev 1631 mästare och omkring 1650 ålderman i bokbindarämbetet. Efter hans död övertogs hans boktryckarverkstad av hustrun Maria Hansdotter som bland annat arbetade för hovets räkning åtminstone fram till 1683.